# Acropora cervicornis
Hertshoornkoraal (Acropora cervicornis) is een rifkoralensoort uit de familie Acroporidae. De wetenschappelijke naam van de soort werd in 1816 voor het eerst geldig gepubliceerd door Jean-Baptiste de Lamarck. De soort komt voor in de Caraïbische Zee, het zuidelijke deel van de Golf van Mexico en bij Florida en de Bahama's. De soort staat op de Rode Lijst van de IUCN geklasseerd als 'kritiek'.